# Photomizer
Photomizer ist eine Software der deutschen Software-Firma Engelmann Media GmbH zum Optimieren von Digitalfotos und Bildern, welche Mitte 2009 erstmals veröffentlicht wurde. Der Nutzer kann zwischen einer automatischen Optimierung sowie eigenen Einstellungen wählen. Mit Hilfe der Batchfunktion können komplette Ordner auf einmal bearbeitet werden. Unterstützt werden die Dateiformate JPG, BMP, Tiff und RAW.
Die Software kann außerdem die Größe von Fotos für digitale Bilderrahmen anpassen und auch aus einem Bild ein Pseudo-High Dynamic Range Image erstellen.
Photomizer richtet sich in Anwendung, Funktionsumfang und Preis primär an Hobbyfotografen. Erhältlich ist das Programm online als Download sowie regulär als Boxed Version per Versand oder im Softwaregeschäft.